# Illit

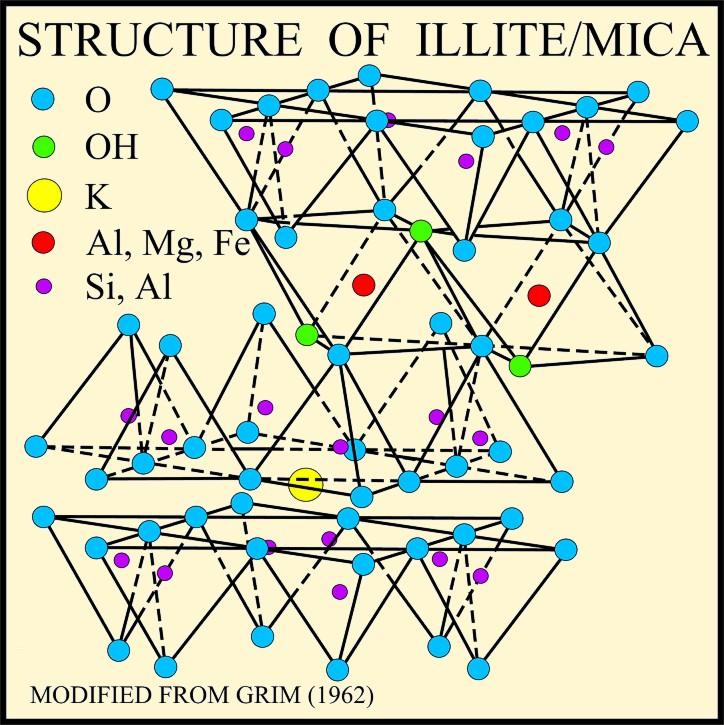
Struktur von Illit/Glimmer (USGS)

Illit ist die Bezeichnung für eine Serie von Tonmineralen. Der Name stammt von dem US-amerikanischen Bundesstaat Illinois, wo Illit erstmals beschrieben wurde. Es sind dreischichtige Schichtsilikate, bestehend aus einer Aluminium (Al)-Oktaeder-Schicht und zwei umgebende Silikat (Si)-Tetraederschichten. Sie sind den Glimmern strukturell sehr ähnlich und entstehen auch aus diesen, sowie anderen Silikaten (Feldspat, Foide und anderen).
Illite entstehen vorwiegend aus Smectiten (quellfähige Ton-Minerale) durch den Einbau von Kalium zwischen den Schichten während der Diagenese von Sedimenten. Dieser Prozess wird als Illitisierung bezeichnet.
Die allgemeine Summenformel lautet K0,65Al2,0Al0,65Si3,35O10(OH)2. Im Gegensatz zu den echten Glimmern wie Muskovit oder Biotit befindet sich ein Ladungsdefizit in den Zwischenschichten, das durch die geringen Kaliummengen, die dort eingebaut sind, bedingt wird. Illit bildet sich bei der chemischen Verwitterung von Muskovit, aber auch von Feldspäten und weiteren aluminiumreichen Mineralen. Illit ist ein sehr häufiges Mineral in Peliten und Schluffsteinen. Veränderungen im Kristallgitter bei steigenden Temperaturen und Drücken werden zur Abschätzung der Versenkungstiefe sedimentärer Gesteine genutzt, die sogenannte Illitkristallinität.